# 最后地址

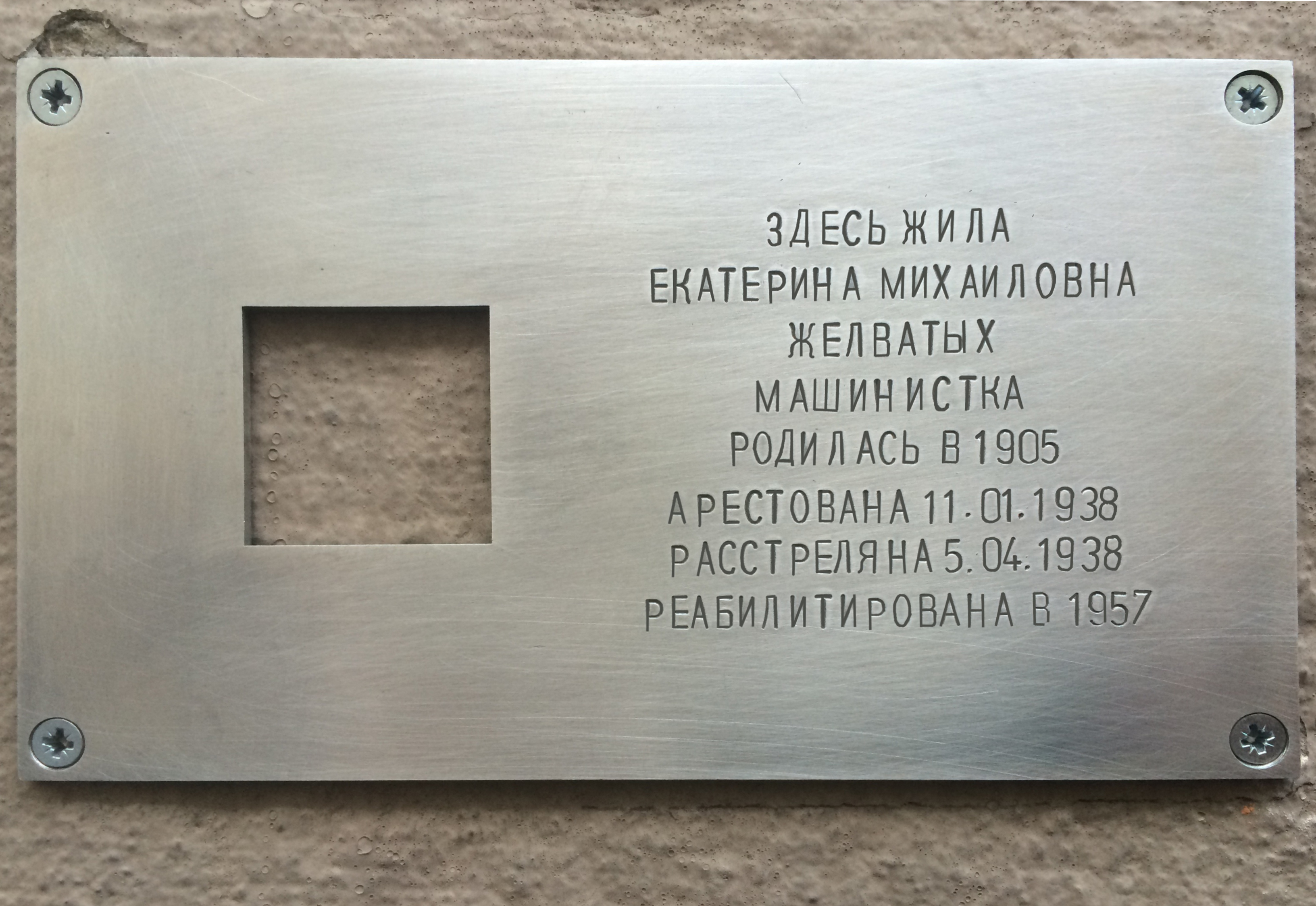
“这里住着叶拉提琳娜·米哈伊洛夫娜·泽尔瓦季赫，打字员，1905年出生，1938年1月11日被捕，1938年4月5日被处决，1957年平反”

最后地址（俄语：Последний Адрес, Posledniy Adres，英语：Last Address） 是一项公民倡议，旨在纪念苏联政治迫害的受害者。该倡议的实质是，普通人值得纪念，而不仅仅是通常那样，只有重要人物才能拥有纪念牌匾。在被捕者的最后居住地址的房屋上，安装一块手掌大小的小纪念牌。这个项目的格言是“一个名字，一个生命，一个标志”，每个纪念牌只供一个人使用。

## 俄罗斯境内

### 莫斯科
2014年12月12日人权日，在莫斯科安装了“最后地址”项目的第一批纪念标志。第二批标志安装于2015年2月至3月。截至2015年1月，已提交了500多件安装纪念标志的申请。自2016年起，纪念标志通常每月安装2 次。

### 圣彼得堡
2015年3月21日至22日，在圣彼得堡安装首批12个纪念标志，还有80 份申请被提交到圣彼得堡"纪念"办公室。在安娜·阿赫玛托娃文学纪念博物馆的倡议下，在喷泉大楼的墙上安装了两块纪念牌，一块纪念安娜·阿赫玛托娃的伴侣、艺术史学家尼科拉伊·普宁，另一块纪念他的女婿，工人根里克·卡明斯基。;向圣彼得堡"纪念"办公室提交了80份申请。
有两起申请，要求为房屋的所有人都安装最后地址牌子。这两处房屋分别位于普希金斯卡娅街19号（三个标志）和丰坦卡河滨河路129号（五个标志）。而为鲁比什泰纳街19号安装纪念标志的申请来自受迫害者在基辅的亲戚。谢尔盖·帕克霍缅科说，这些情绪反应很容易理解：“最后地址”通常是纪念死者姓名的唯一地方，因为大多数被迫害者都是埋葬在乱葬坑中。
2015年7月25日至26日，第二批纪念标志在六栋房屋安装，包括艺术家马拉霍夫斯基、杰出文学学者格里戈里·古科夫斯基，以及科学家、工程师和一些不出名的人，如贝伦基耶-博德加诺维奇一家（会计和家庭主妇）是作为波兰间谍被捕。